# 堂免公園
『堂免公園 』（どうめんこうえん）は、2012年製作、2013年4月公開の日本映画。

## 概要
ドキュメンタリー映画『KUMAMOTO BARTENDERS CHOICE』を監督した榎田信衛門が、前作『removal of bar:colon』で音楽を担当したジャズピアニスト中田由美と再び組んで製作した劇映画。榎田信衛門にとって初めての劇映画である。
FMC KOMBINATのスタッフが主要キャストに指名された。
2013年4月5日に『KINEATTICシアター』(東京都渋谷区)で初上映された。

## 物語
今日もハローワークで仕事を探す失業中の独身中年男・戸田徹夫(鶴田タケシ)。いい求人にも出会えず、以前面接を受けた会社からは非情な返事‥。
気持ちが折れかかった戸田は、偶然通りかかった公園(堂免公園)のベンチにへたり込む。ぼんやりと公園の風景を眺めている戸田の脳裏に甦ってくる幼い頃のおぼろげな記憶。
遊んでいた女の子が飛ばした玩具の飛行機が戸田のところに飛んでくる。飛ばしていたのは近所の主婦・浜口直美(村上実知子)の子どもなつき（村上なつき）だった。
この偶然の出会いをきっかけとして、あんまり仕事熱心ではないタコ焼き屋・松井敬三(成田孝二)、PTA役員をやっている主婦・吉沢美津子(金子理恵)、生徒達から虐められている気弱な中学教師・久保誠一郎(鶴田欣三)らが絡み、戸田の思い出探しが始まる。
「宇土市の生まれで‥」この堂免公園とは接点がないはずの戸田徹夫。似たような公園が数ある中、何故か幼い頃の記憶とどこか符合するものがある。
「そう云えば消防車が‥」「このすぐ近くが消防署です」
「コンクリート製の山があったはずですが」「それは知らないなぁ」
くしゃくしゃになっていた記憶の断片が一つ一つ広げられていく。そして見えてきたものは‥。

## 出演者
戸田 徹夫：鶴田タケシ（幼少時：種田誠ノ介）
失業者。求職活動中である。ハローワークからの帰途、偶然立ち寄った公園（堂免公園）に何故か懐かしさを感じてしまう。
浜口 直美：村上実知子
近所の主婦。子ども連れで堂免公園に来ていた。子ども（ナツキ）が飛ばした玩具のゴム動力飛行機がきっかけとなり戸田徹夫と知り合う。
松井 敬三：成田孝二（幼少時：種田誠ノ介）
九学通りでタコ焼き屋を営む。味にばらつきが有り評判はよくない。治験のバイト斡旋など怪しい仕事にも手を出している。
吉沢 美津子：金子理惠
中学2年の娘を持つ主婦。PTA役員をやっている。
久保 誠一郎：鶴田欣三
白川中学校の国語教師。生徒からいじめられ対人恐怖症になっている。
配置役セールスマン：甲斐匠平
キャッチボールの女：河内山裕子
キャッチボール男(合成)：成田孝二
ムラサキフーズのOL(声)：高田恭子
ムラサキフーズの主任(声)：高岡裕
浜口直美の娘ナツキ：村上なつき
三小田徹三(二役)：鶴田タケシ
デリ嬢あゆみ：鶴田絵美
デリ店長 黒田：椿山春(特別出演)
堂免公園界隈の生き字引。大抵のことは覚えている不思議な男。

## 撮影現場
本作のロケーションは、2012年5月から9月にかけて、主として堂免公園で行われた。
一部の回想シーンなどで熊本市及び近郊でのロケが実施されている。
またスタッフ・キャスト共に熊本在住ということもあり、ロケハンに不自由しないため くまもとフィルムコミッションなどに対する協力依頼は行っていない。
堂免公園
熊本県熊本市中央区大江4丁目にある都市公園。本作の舞台となった東屋、ジャングルジム等の施設は、老朽化のため撮影直後に撤去された。
ハローワーク熊本
熊本県熊本市中央区大江6丁目。冒頭のシーンで戸田徹夫が出てくるところで外観を使用。
ドリンク自動販売機
コインパーキング「タイムズ大江」内のサントリー自動販売機。戸田徹夫が缶コーヒーを購入する。
呑龍ラーメン(回想)
東天ラーメン。熊本県熊本市中央区大江6丁目。※熊本県熊本市中央区九品寺4丁目に実在する呑龍ラーメンとは無関係。
コンクリートの山(回想)
熊本県営武蔵ヶ丘団地内の公園の山。熊本県菊池郡菊陽町武蔵ヶ丘3丁目。
親子のキャッチボール(回想)
渡鹿公園運動施設。熊本県熊本市中央区渡鹿1丁目。
薬屋があった場所
共栄薬局跡地。熊本県熊本市中央区大江4丁目。

## スタッフ
- 企画・製作： 鯨家磯八
- プロデューサー ： 上野原務
- 原作 ： 鯨家磯八
- 撮影・照明・美術 ： 椿山春
- 音声 ： 唐沢竿
- 音声助手 ： 高岡裕
- 車輌 ： 成田孝二、河内山裕子、高岡裕
- 編集・特殊効果 ： 榎田信衛門
- 編集技術 ： Michelle Paranoia
- 庶務 ： 庄野奈々
- 制作補 ： 成田孝二
- 助監督 ： 河内山裕子
- ラインプロデューサー ： 毛澤東、井上正
- 応援 ： 高田恭子、東島ダイ(B班監督)、佐藤真司、花岡逸臣、冨阜やすふみ、深谷望、杉井優子、斉藤和美
- 協力 ： Bar:Colon、Office Carrot
- Webデザイン ： DHAダイナマイトハリケーン協会
- 音楽録音 ： studio monotony
- アフレコ ： FMC第1スタジオ
- ポストプロダクション ： FMC KOMBINAT

- サポーター(個人) ： 稲田晃一朗、indigobluesky、岩下信而、岡田剛雄、岡田昌子、奥村信、小田能孝、川井一浩、国村聡美、熊谷真吾、源五郎丸、境 亜希子、嵯峨正信、嵯峨智美、十兵衛、大豆、宝船ごんぞう、谷口慎一、鉄の爪、寺本政一、となりのどろろ、トリスバー・ロンの女給Ａ、本浦千代吉、三木謙一、西康成、松本洋子、丸谷雄一、矢野隼人、山下竜治

- サポーター(団体) ： 医療法人田中会、黄金の林檎ジュース、オールふなばしプロジェクト、EL CASTILLO、すし元、㈱ジェイ・パッション、シミズ冷機、酒味処おか田、㈱大劇、tutti、堤写真館、Bar:Colon、bar lente、㈱ニューギン販売熊本営業所、ブローニュの森、㈱ゆうプランニング、MIKI YUU、㈱島崎工務店、サロン・ド・ワーズワース上通店、〜wagaya ga salon〜NECO-NO-TE

- 特別サポーター ： 高田信一、いしかわゑゐぢ、横浜中華街三国志

- 音楽監督 ： 中田由美
- 脚本・監督 ： 榎田信衛門